# Inflatoire maatregelen
Inflatoire maatregelen bestaan uit maatregelen van overheden die banken (nationale, centrale, maar bijvoorbeeld ook de ecb) in staat stellen een bepaald gewenst niveau van geldontwaarding in stand te houden. De ECB hanteert 2% per jaar als gewenst niveau van geldontwaarding. 
Een van de inflatoire maatregelen bestaat uit het vergroten van de geldhoeveelheid (m3) zonder dat de reële economie (waarde van alle productie) stijgt. Er wordt in feite geld bijgedrukt zonder dat hier iets (productie, goud) tegen over staat.